# Ободи
Ободи́ — село в Україні, у Білопільській міській громаді Сумського району Сумської області. Населення становить 622 особи. До 2018 орган місцевого самоврядування — Ободівська сільська рада.

## Географія
Село Ободи розташоване за 2 км від лівого берега річки Павлівка. Примикає до села Дігтярне.
Поруч пролягає кордон із Росією.

## Історія
- Засноване 1826 року поруч «великого бугра», оточеного болотами, що звався Обід. Перший власник — поміщик Д. П. Бутурлін, що мав основний маєток у селі Хотінь. До цієї місцевості переселили мешканців трьох сіл: Іволжине, Піщане, Павлівка. По смерті Бутурліна його майно перейшло до доньки, що була одружена з графом Строгановим. У власності Строганових село перебувало до 1914 року.
- За даними на 1864 рік у власницькому селі Сумського повіту Харківської губернії мешкало 993 особи (485 чоловічої статі та 508 — жіночої) налічувалося 525 дворових господарств[1].
- В 1883 році у селі була збудована однопрестольна церква на честь Покрова Пресвятої Богородиці за проектом архітектора Б. С. Покровського за кошти благодійників і парафіян. До церковної парафії входили села Ободи, Макіївка та Дігтярне. Покровська церква повністю зруйнована комуністами у 1937 році. Фото церкви не збереглося[2].
- Станом на 1885 рік у колишньому власницькому селі Павлівської волості Сумського повіту Харківської губернії мешкало 1148 осіб, налічувалося 158 дворів, існувала лавка[3].
- 1886 року відкрилася трикласна парафіяльна школа. 1913 року відкрилася п'ятикласна земська школа, у якій навчалося 150 учнів.
- За переписом 1897 року кількість мешканців зросла до 2113 осіб (1038 чоловічої статі та 1075 — жіночої), усі — православної віри[4].
- Станом на 1914 рік село відносилося до Ястребенської волості, кількість мешканців сягнула 2670 осіб[5].
- Село постраждало внаслідок геноциду українського народу, проведеного урядом СРСР 1923—1933 та 1946–1947 роках[6].
- 1941 року на фронт було мобілізовано 229 мешканців села. З них 96 загинули, 179 нагороджені орденами і медалями. 142 мешканці забрані на роботи до Німеччини, 9 мешканців були розстріляні, село зазнало значних руйнувань.
- 2007 року більшість земельних паїв мешканців Ободів взяло в оренду сільськогосподарське підприємство Нафком-Агро.
- 12 червня 2020 року, відповідно до розпорядження Кабінету Міністрів України № 723-р «Про визначення адміністративних центрів та затвердження територій територіальних громад Сумської області», село увійшло до складу Білопільської міської громади[7].
- 19 липня 2020 року, в результаті адміністративно-територіальної реформи та ліквідації Білопільського району, село увійшло до складу новоутвореного Сумського району[8].

#### Російське вторгнення в Україну (з 2022)
- 16 липня 2024 року російські війська обстріляли село. Зафіксовано 1 вибух, ймовірно ФПВ-дрон[9].
- 19 липня 2024 року російські війська обстріляли село. Зафіксовано 1 вибух, ймовірно ФПВ-дрон; 5 вибухів, ймовірно міномет 120 мм[10].
- 1 серпня 2024 року село знову обстріляв російський агресор. Зафіксовано 1 вибух, ймовірно ФПВ-дрон. В результаті обстрілу отримали поранення 2 цивільні особи[11].
- 3 серпня 2024 року російські війська знову обстріляли село. Зафіксовано 2 обстріли: 2 вибухи, ймовірно ФПВ-дрон[12].
- 4 серпня 2024 року населений пункт зазнав чергового обстрілу російськими військами. За інформацією ОК «Північ» зафіксовано 1 вибух, ймовірно ФПВ-дрон[13].
- 14 серпня 2024 року за інформацією оперативного командування «Північ» в селі зафіксовано: 8 вибухів, ймовірно міномет 120 мм; 1 вибух, ймовірно ФПВ-дрон[14].
- 26 серпня 2024 року російські загарбники продовжували обстрілювати прикордонні території Сумської області. Зокрема в селі зафіксовано  3 вибухи, ймовірно міномет 120 мм[15].

## Цікавий факт
На виборах Верховної Ради 30 вересня 2007 року на виборчій дільниці в Ободівській сільській раді перше місце здобув блок НУНС. Таким чином, Ободівська сільська рада стала єдиною місцевою радою України, що межує з Російською Федерацією, де перемогла політична сила, що стояла на позиціях українського націоналізму[значущість факту?].

## Соціальна сфера
- Школа

## Також
- Перелік населених пунктів, що постраждали від Голодомору 1932-1933, Сумська область